# O ewiges Feuer, o Ursprung der Liebe, BWV 34a
 O ewiges Feuer, O Ursprung der Liebe, BWV 34a (Oh, Foc Etern, Oh, Príncep de l'Amor), és una cantata de noces de Johann Sebastian Bach composta a Leipzig, l'any 1725 o 1726.

## Origen i context
Aquesta cantata de noces, que ens ha arribat molt parcialment, fou estrenada, probablement, la primavera de 1726, encara que no pot descartar-se que ho fos el 27 de novembre de 1725, en la boda d'Andreas Erlmann i Catherina Hartanfft; en tot cas, el contimgut suggereix que el nuvi era un teòleg. El text dels números 3 i 4 corresponen al Salm (128, 4-6) i el del cor del darrer número a Nombres (6, 24-26).
Bach va reutilitzar-la posteriorment en altres dues cantates, els números 1, 4 i 5 en l'homònima, BWV 34, del diumenge de Pentecosta d'un any posterior a 1740, i el cor final en la intitulada BWV 195 de l'any 1737.

## Anàlisi
Obra escrita per a soprano, contralt, tenor, baix i cor; tres trompetes, timbals, dues flautes travesseres, dos oboès, corda i baix continu. Consta de set números, dividits en dues parts, que s'interpretaren abans i després de la benedicció del matrimoni.
Primera part
1. Cor: O ewiges Feuer, O Ursprung der Liebe (Oh, Foc Etern, Oh, Príncep de l'Amor)
2. Recitatiu (baix): Wie, dass der Liebe hohe Kraft (A què es deu el gran poder de l'amor)
3. Ària (tenor) i recitatiu (contralt): Siehe, also wird gesegnet der Mann, der den Herren fürchtet (Vegeu com seran beneïts els homes que temen el Senyor)
4. Cor: Friede über Israel! (Pau sobre Israel!)

Segona part
1. Ària (contralt): Wohl euch, ihr auserwählten Schafe (Felicitat per a vosaltres, ovelles escollides)
2. Recitatiu (soprano): Das ist vor dich, o ehrenwürdger Mann (És per a tu, home honorable)
3. Cor: Gib, höchster Gott, auch hier dem Worte Kraft (Gran Déu, dona també aquí poder a les teves paraules)

## Discografia seleccionada
Només es té coneixement de la següent gravació que conté tan sols els moviments 2, 3 i 6.
- J.S. Bach: Sacred Vocal Works. Edition Bachakademie Vol. 140. Helmuth Rilling, Gächinger Kantorei, Bach-Collegium Stuttgart), Sibylla Rubens, Anke Vondung, Christoph Prégardien, Michael Volle. (Hänssler), 1999.